# ابن كمونة، عز الدولة سعد بن منصور البغدادي
ابن كمونة، عز الدولة سعد بن منصور البغدادي (بالإنجليزية: Ibn Kammuna)‏ (و. 1215 – 1284 م) هو طبيب، وفيلسوف، وعالم عقيدة ولد في بغداد. 
توفي في الحلة، عن عمر يناهز 69 عاماً.

## كتبه
- تنقيح الأبحاث للملل الثلاث